# بورودینو، کراسنویارسک
شهر بورودینو، کراسنویارسک (به روسی: Бородино) در کشور روسیه و در کرای کراسنویارسک واقع شده‌است.